# Luiz Castro
Luiz Castro de Andrade Neto (São Paulo, 14 de outubro de 1958) é um político brasileiro.
Foi prefeito do município de Envira, no Amazonas, por duas vezes. Também presidiu a Associação Amazonense de Municípios e exerceu o cargo de secretário de Estado da Produção e Desenvolvimento Rural Integrado.
Foi eleito deputado estadual pela terceira vez consecutiva em 2006. Foi líder da Rede Sustentabilidade na Assembleia Legislativa do Amazonas, presidente da Comissão Técnica de Meio Ambiente e presidente da Frente Parlamentar Cooperativista Amazonense.
Concorreu a vice-prefeito na chapa do candidato Francisco Praciano em 2008 (coligação PT-PPS). Em 2010 concorreu a reeleição para deputado estadual pela coligação "O Amazonas de todos nós" (PPS - PSDB - PV). Foi reeleito com 18.609 votos para o quarto mandato consecutivo. Em 2014 foi reeleito com 19.815 votos.
Em 2015, deixou o PPS e se filiou no recém-criado Rede Sustentabilidade.
Concorreu a uma vaga no Senado Federal pelo Amazonas em 2018, pela coligação "Transformação para um novo Amazonas" (PSC, PRTB e REDE). Não conseguiu se eleger, alcançando o terceiro lugar com 577.452 votos, atrás de Plínio Valério e Eduardo Braga.
Em 2022, já filiado ao Partido Democrático Trabalhista, candidatou-se novamente ao Senado. Terminou a eleição em quarto lugar, com 131.116 votos (6,93% dos votos válidos).